# Pennales
Pennatea o Pennales es un grupo de  algas heterocontas conocidas como diatomeas. En los sistemas taxonómicos más antiguos, las diatomeas pennadas o pennales, se contrastan con las diatomeas centrales o céntricas. Estos dos grupos no son linajes evolutivos naturales, sino que sirven como descripciones generales de morfología. En su mayor parte son dulceacuícolas con dos plastos. El nombre se deriva de la forma pennada de las valvas o frústulo de estas diatomeas, que es alargada. Presentan esternón, el cual es una costilla central longitudinal de sílice que forma el eje de la simetría apical.
Las valvas pueden tener forma lineal u oval y usualmente presentan patrones ornamentales de simetría bilateral (bipolaridad). Estos patrones están compuestos de una serie de líneas transversales (estrías) que pueden aparecen como filas de puntos cuando se observan al microscopio óptico. 

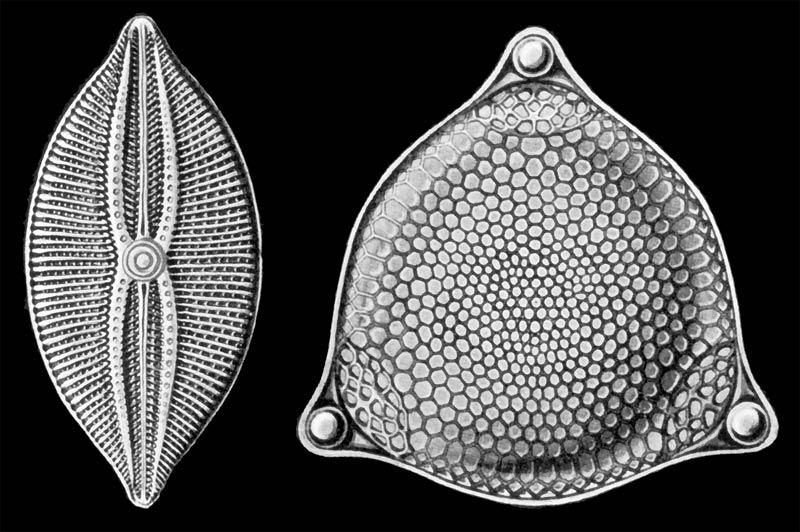
A la izquierda una diatomea pennal comparada con una diatomea central. Dibujos de Ernst Haeckel.

La reproducción sexual se produce por isogamia o autogamia. En términos  del ciclo celular, las células vegetativas son diploides y realizan la mitosis durante la división celular normal. Periódicamente, mediante la meiosis se producen gametos haploides morfológicamente idénticos (isogametos), que se fusionan para producir un zigoto (algunas veces binucleado), que se desarrolla en una auxospora, a partir de la cual se originan las células vegetativas de tamaño adulto.

## Clasificación
En algunos esquemas taxonómicos, las diatomeas pennales se dividen en dos grupos: diatomeas pennales sin rafe (subclase Fragilariophycidae) y diatomeas pennales con rafe (subclase Bacillariophycidae), en donde el rafe es una fisura a lo largo del eje longitudinal que está implicada en los movimientos realizados por la diatomea..

## Galería

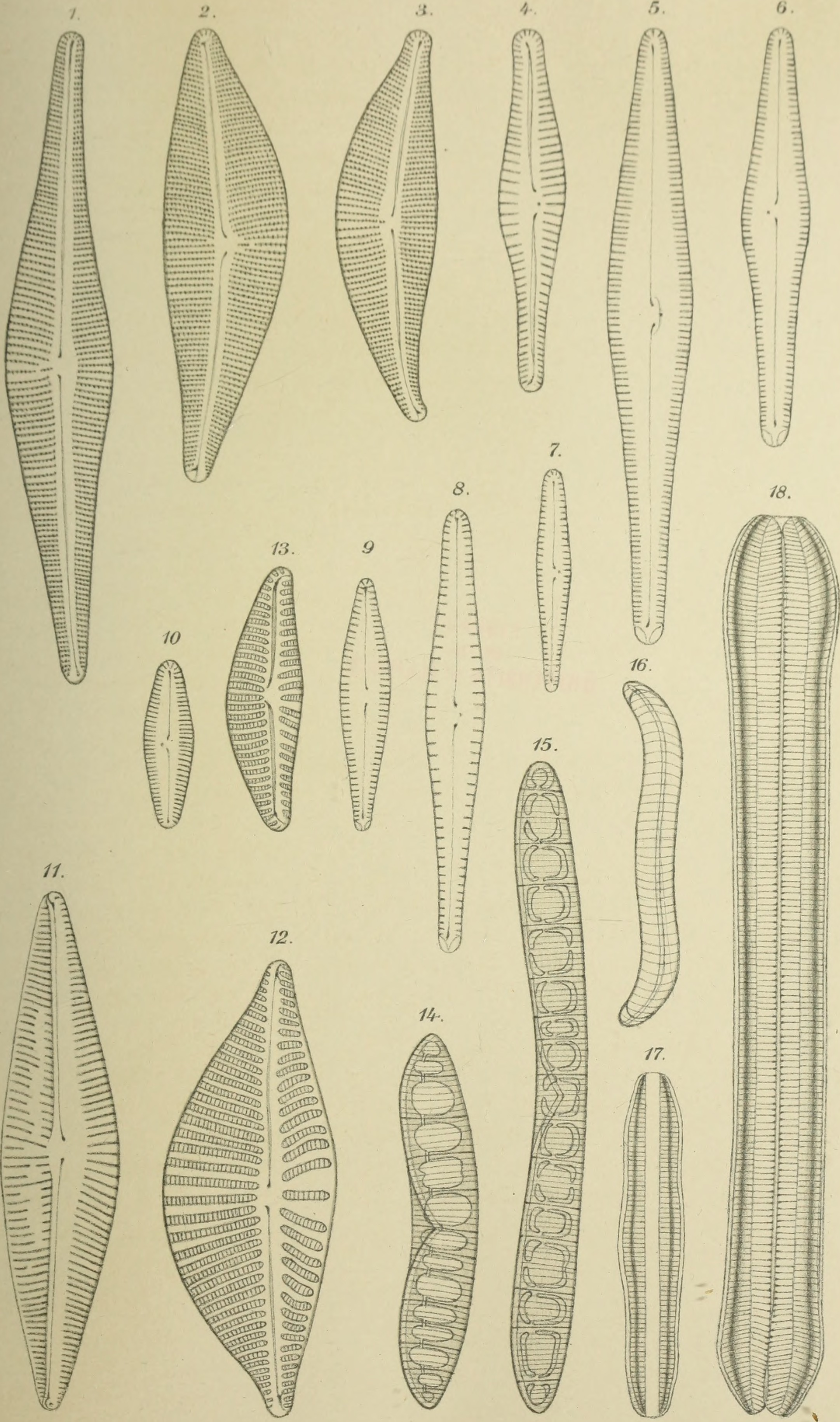
Dibujos de 1905
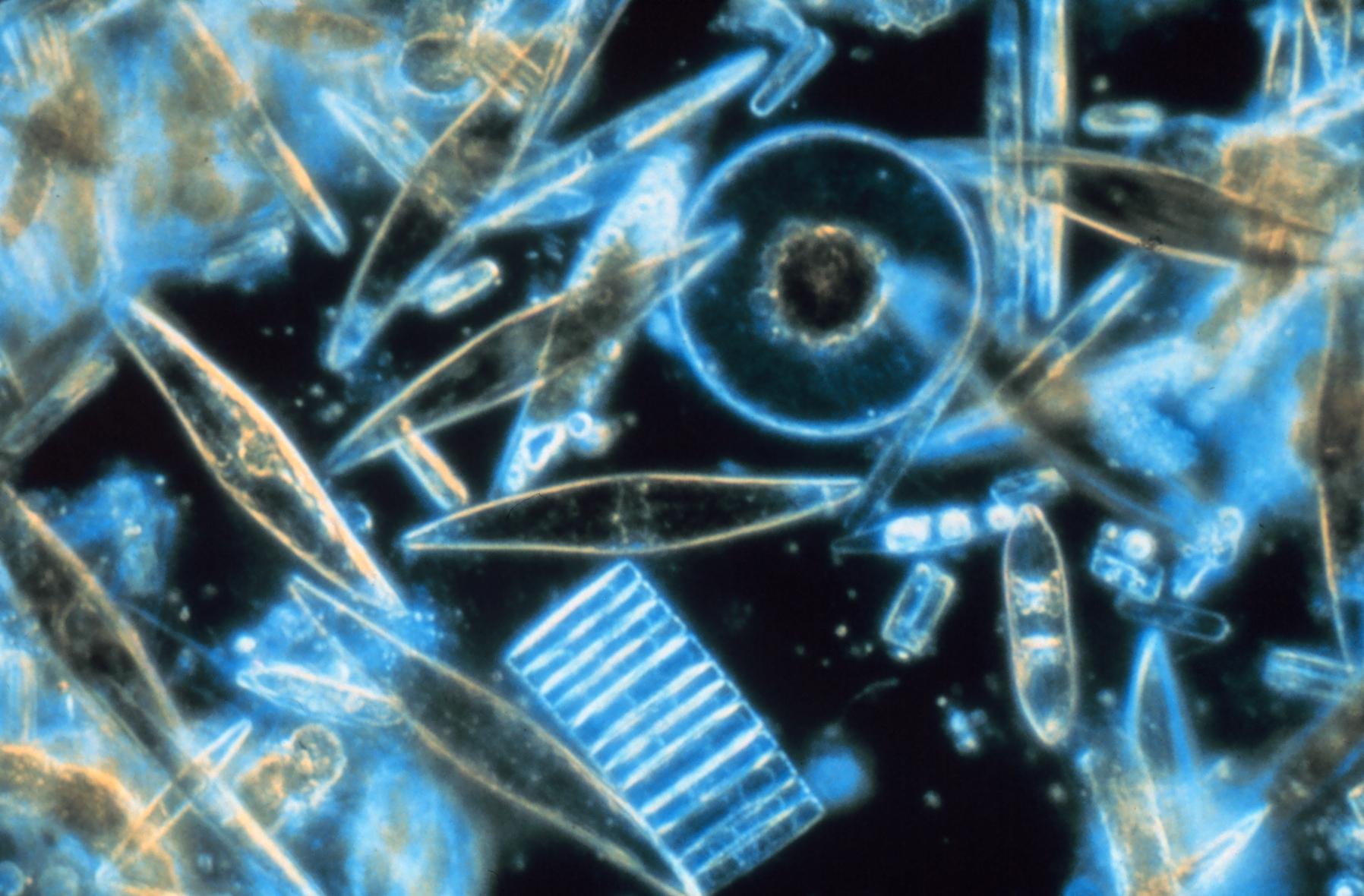
Diatomeas marinas, pennales mayormente